# Всіхсвятський храм (Бахмут)

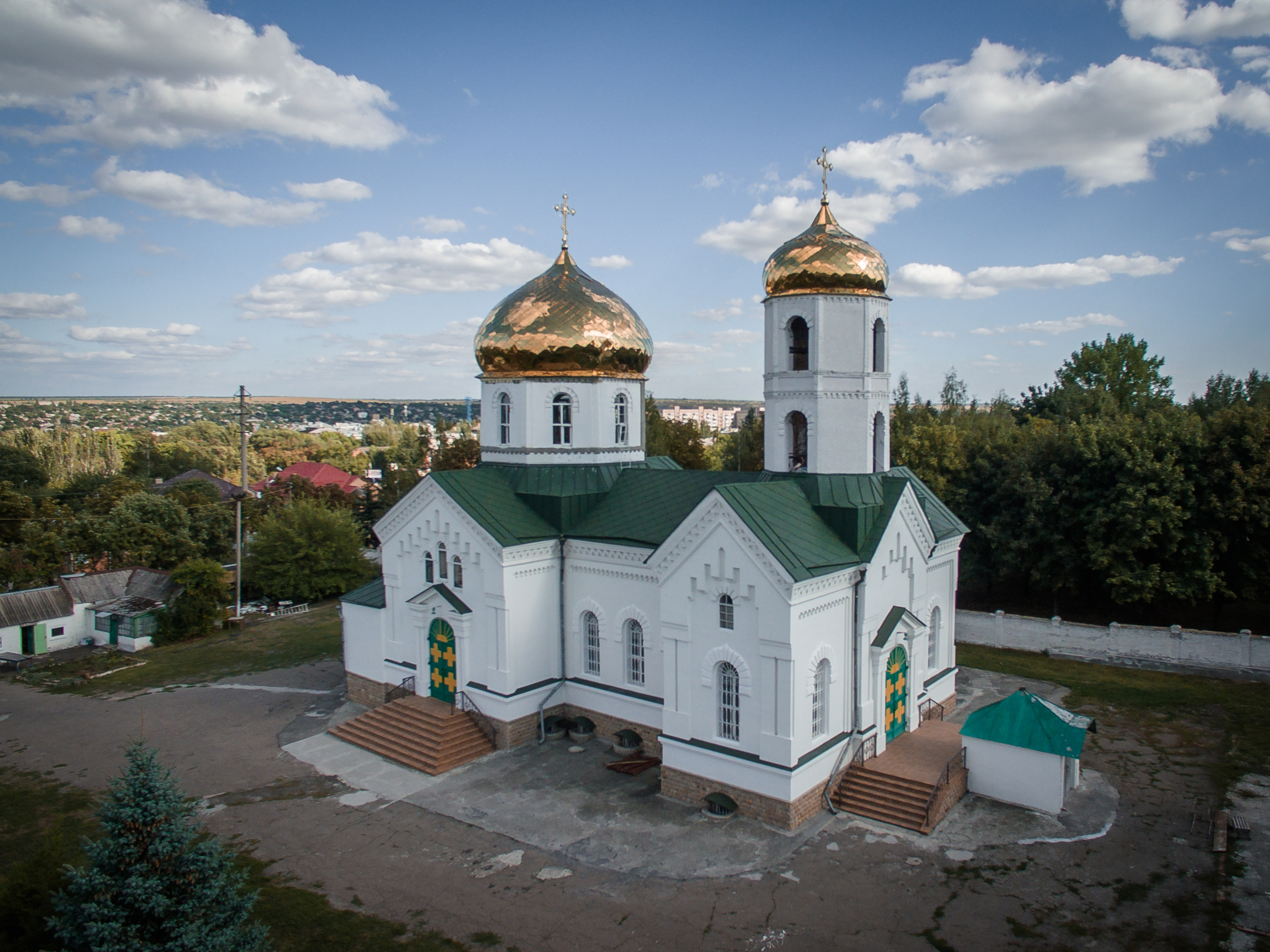
Храм всіх святих м. Бахмут

Всіхсвятський храм — це перша цвинтарна церква XVII століття у м.Бахмут Донецької області по вулиці Ковальській,58.

## Історія
Перша цвинтарна Всіхсвятська церква з'явилася в 1791 році стараннями духовенства і громадян Бахмута.
У 1785 році ратман Бахмутського містового магістрату Іван Резніков та купець Парфен Гаврилов звернулися до городян із закликом спільними силами влаштувати на міському громадському цвинтарі церкву. Думка ця припала всім у місті по серцю.
6 травня 1786 року духовенство та громадяни міста Бахмут через місцеве духовне правління представили архієпископу Слов'янському та Херсонському Никифору донесення, в якому просили благословити їм влаштувати на громадському цвинтарі дерев'яну церкву в ім'я Усіх Святих: «За обставинами у всій Росії в містах поховання християнських мертвих тіл, кладовищних місць і на цих церков, маємо і ми все одностайне бажання на відведеному, за силою сенатського Ея Імператорської Величності указу, цвинтарному місці в ім'я Усіх Святих дерев'яною будівлею спорудити церкву, на що й матеріали її вже виготовлені і теслярі найнято: нашому спільному та старанному бажанні могли ми найнижчі скористатися корисною Вашого Преосвященства резолюцією про постачання благословительной грамотою на статки в ім'я Усіх Святих дерев'яним будинком церкви, приймаємо сміливість це до Вашого Архипастерського розгляду піднести через бахмутське духовне правління» .
12 червня 1786 року було видано благословну грамоту на закладку та спорудження церкви, а 4 жовтня того ж року бахмутський протоієрей Петро Расевський у співслужінні духовенства міста освятив на цвинтарі місце під церкву.
Доношенням від 30 квітня 1791 року бахмутське духовне правління повідомляло архієпископу Катеринославському та Хернонісо-Таврійському Амвросію, що закладена в Бахмуті дерев'яна Всехсвятська церква готова і забезпечена церковним начиннями, священними облаченнями, ікон. 18 липня від архієрея було отримано указ про освячення церкви та святий антимінс. 20 січня 1792 року церкву було освячено.
У 1893 році на місці дерев'яної церкви було збудовано типовий кам'яний Всехсвятський храм.
1923 року церкву закривають. 1942 року в окупованому фашистами місті стараннями благочинного протоієрея Іоанна Хрещановського Всехсвятський храм було знову відкрито. Отець Іоанн стає його настоятелем, таємно від німців здійснюючи молебні про перемогу нашого народу. Священик також передає допомогу нашим полоненим солдатам, які утримували влаштовані фашистами концтабори, і рятує євреїв міста від розправи, видаючи їх за українців перед комендантом.
У 1943 році, після звільнення міста настоятеля Всехсвятського храму обирають членом Артемівської міської комісії зі встановлення звірств, чинних німецько-фашистськими загарбниками. 1945 року репресії відновилися, і 23 серпня за свою активну діяльність протоієрей Іоанн Хрещановський був заарештований. Його звинуватили у незаконному відкритті Всехсвятського та десяти інших храмів у своєму благочинні та у співпраці з окупантами. Священик був засланий на п'ятирічну каторгу до таборів півночі і повернувся на Донбас лише 1954 року.
Після Другої світової війни храм закрили, і культова споруда занепала.
У 1949—1950 роках настоятелем Всехсвятського храму був священик Григорій Лебедєв, який до цього два роки провів у в'язниці Одеси, 1953—1954 роках — священик Леонід Бородулін, який також пройшов табори.
У повоєнні роки храм знову було закрито. Богослужіння у ньому відновилися на початку 1990-х років.
У 1990-ті роки після реставрації, ремонту покрівлі та заміни куполів в церкві відновилися богослужіння.

## Життя громади
До російського вторгнення в місто, парафіяни храму жили дружною громадою. Разом здійснювали паломницькі поїздки.
При храмі діяла дитяча недільна школа. Її вихованці брали участь у міських конкурсах «Соняшник», «Сузір'я Святогір'я» у музичному відділенні та на мовних олімпіадах, де посідали перші місця.
На парафії було періодичне видання — «Всіхсвятський листок». Він знайомив із церковними святами, особливостями здійснення богослужінь та потреб тих, хто прийшов у храм нещодавно. Читачі парафіяльного листка могли знайти відповіді на питання, як правильно згадувати померлих, захиститись від чаклунства, боротися з гріховними звичками.